# 蒲池鑑広
蒲池 鑑広（かまち あきひろ）は、戦国時代から安土桃山時代にかけての武将。蒲池氏の山下の分家（上蒲池）の大身。蒲池鑑盛（宗雪）の従兄弟であり、彼と同じく大友義鑑から「鑑」の字を賜った。筑後国上妻郡に8千町（8万石）を領した。山下城主。他の史料から確認できる上蒲池家最古の人物である。

## 略歴
天正6年（1578年）、豊後国の大友氏が耳川の戦いで薩摩国の島津氏に大敗し、勢力が後退したことに乗じて肥前国の龍造寺隆信が筑後に侵攻した際、柳川の蒲池鎮漣や鷹尾の田尻鑑種を初め草野鎮永、黒木家永など筑後の諸将の大半が龍造寺隆信に与したのに対し、鑑広は龍造寺氏の侵攻に備えた。
鑑広は、龍造寺氏の侵攻を予測して家老の矢加部国広と共に籠城態勢を固め、菖蒲尾（八女市立花町）など上妻郡の各地に兵を配し、天然の要害でもある山下城で龍造寺氏を迎え撃った。龍造寺氏は山下城を包囲し激しく攻め立てるが、山下城に籠もり頑強に抵抗する蒲池氏を攻めあぐねた。鑑広は、立花道雪に大友氏の加勢を求めたが、大友氏には耳川敗戦後の自家の立て直しで精一杯であり、蒲池鑑広を助ける助力は無く、やむなく鑑広は筑前国の秋月種実の仲介で龍造寺氏と和睦した。